# Setodes tenuifalcatus
Setodes tenuifalcatus är en nattsländeart som beskrevs av Martynov 1936. Setodes tenuifalcatus ingår i släktet Setodes och familjen långhornssländor. Inga underarter finns listade i Catalogue of Life.